# Distancia de detención
La distancia total de frenado, distancia de detención o de parada técnica es la distancia que recorre un vehículo desde que el conductor percibe un obstáculo hasta que el vehículo queda completamente detenido.
Así mismo el tiempo de detención es tiempo que tarda el conductor en detener completamente el vehículo desde que aparece un estímulo o peligro. O sea, que la distancia de detención es la que recorre el vehículo durante este tiempo.
El tiempo de parada técnica es la suma del tiempo de reacción más el tiempo de frenado:
- El tiempo de reacción es desde que aparece el peligro hasta que el conductor reacciona (pisa el pedal del freno).
- El tiempo de frenado es el tiempo que desde que se pisa el pedal del freno hasta que el vehículo se detiene por completo.

El tiempo de frenado varía con la velocidad, la carga del vehículo, la eficacia de los frenos, el estado de los neumáticos, la aerodinámica, la suspensión, el estado de la calzada y, en general, el estado del vehículo y del conductor. El tiempo de reacción varía por los factores del estado psicofísico del conductor, tales como fatiga, sueño, concentración, tasa de alcohol, drogas, enfermedades y medicamentos.
Para mejorar el tiempo de reacción se han probado algunos sistemas. En Saab desarrollaron un prototipo de mono pedal que combinaba el acelerador y el freno en un mismo pedal. Esto reducía el tiempo de reacción a la mitad, porque evitaba pasar el pie del acelerador al freno.

Algunos vehículos llevan un sistema de radar, que en caso de encontrar un obstáculo con el que se vaya a impactar de forma inminente, frena el vehículo sin intervención del conductor.